# Carmen Calvo
María del Carmen Calvo Poyato (ur. 7 czerwca 1957 w Cabrze) – hiszpańska polityk, prawniczka i nauczyciel akademicki, parlamentarzystka, minister kultury (2004–2007), wicepremier (2018–2020), minister ds. prezydencji, kontaktów z parlamentem i równouprawnienia (2018–2020), pierwszy wicepremier (2020–2021), minister ds. prezydencji, kontaktów z parlamentem i demokracji (2020–2021).

## Życiorys
Absolwentka prawa na Universidad de Sevilla, doktoryzowała się w zakresie prawa konstytucyjnego na Universidad de Córdoba. Została nauczycielem akademickim na drugiej z tych uczelni, pełniła funkcję sekretarza generalnego uniwersytetu i prodziekana wydziału prawa. Wchodziła również w skład rady ekonomiczno-społecznej Kordoby.
W latach 1996–2004 zajmowała stanowisko ministra kultury w rządzie Andaluzji, którym kierował Manuel Chaves González. Od 2000 sprawowała mandat posłanki do regionalnego parlamentu. W 2003 formalnie przystąpiła do Hiszpańskiej Socjalistycznej Partii Robotniczej (PSOE).
W 2004 po raz pierwszy została wybrana w skład Kongresu Deputowanych. Od kwietnia 2004 do lipca 2007 sprawowała urząd ministra środowiska w pierwszym gabinecie José Luisa Rodrígueza Zapatero. Następnie do 2008 pełniła funkcję wiceprzewodniczącej niższej izby Kortezów Generalnych. Mandat poselski wykonywała również w kolejnej kadencji parlamentu do 2011. W 2017 została sekretarzem PSOE do spraw równouprawnienia.
W czerwcu 2018 objęła stanowiska wicepremiera oraz ministra do spraw prezydencji, kontaktów z parlamentem i równouprawnienia w nowo utworzonym gabinecie Pedra Sáncheza. W kwietniu 2019 i listopadzie 2019 ponownie uzyskiwała mandat deputowanej do niższej izby hiszpańskiego parlamentu. W styczniu 2020 w drugim rządzie dotychczasowego premiera została pierwszym wicepremierem oraz ministrem do spraw prezydencji, kontaktów z parlamentem i demokracji. Odeszła z funkcji rządowych w trakcie rekonstrukcji z lipca 2021. W 2023 utrzymała mandat poselski na kolejną kadencję.